# Prostitution au Sénégal

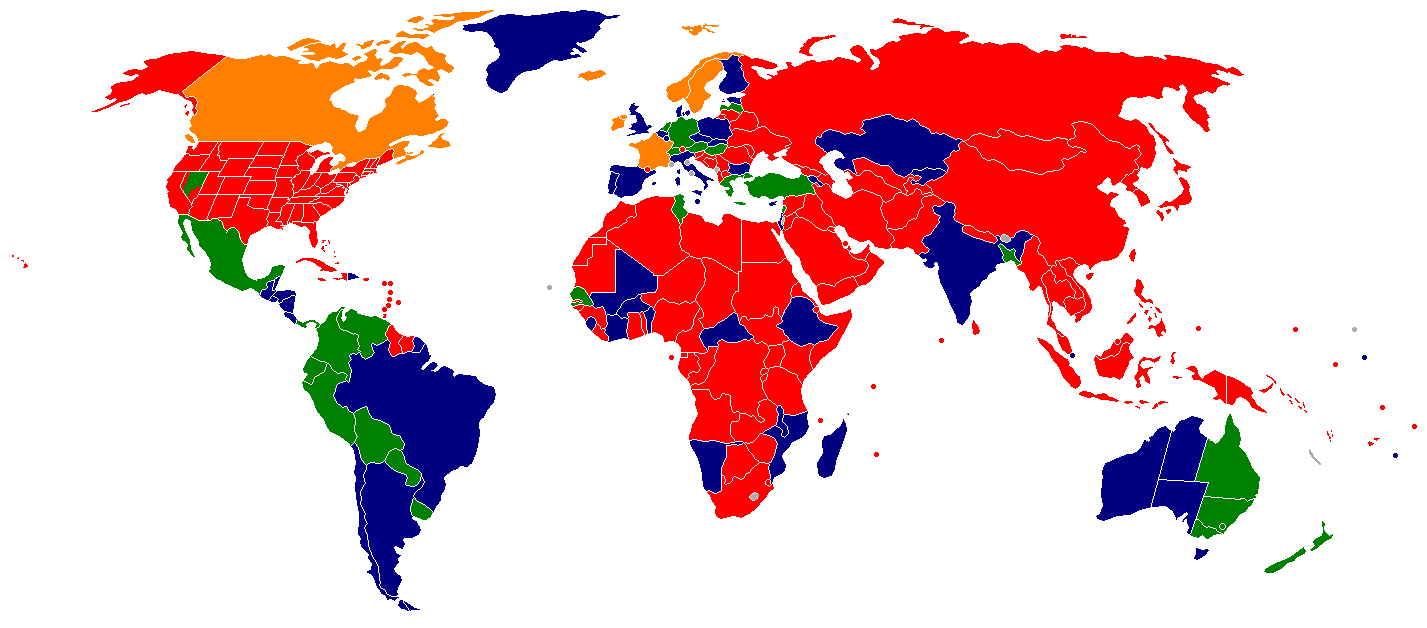
La cartographie représentant la situation légale de la prostitution par pays.

La prostitution au Sénégal est légale et réglementée. Le Sénégal a la particularité d'être l'un des rares pays d'Afrique à légaliser la prostitution, et le seul à la réglementer légalement,, à la seule condition qu'elle se fasse dans la discrétion. La prostitution a été légalisée pour la première fois en 1966. L'ONUSIDA estime qu'il y a plus de 20 000 prostituées dans le pays. L'âge moyen d'une travailleuse du sexe au Sénégal est de 28 ans et c'est une personne de sexe féminin.
Selon certains rapports, la police et les forces de sécurité extorqueraient de l'argent en échange d'un contrôle des infractions à la réglementation sur la prostitution,. Les professionnels du sexe signalent qu'ils sont la cible de la police qui leur demande des pots-de-vin ou des rapports sexuels gratuits, qu'ils soient enregistrés ou non.
Le Sénégal a acquis une réputation de destination de tourisme sexuel depuis les années 1970 et, depuis le début des années 2000, il a également acquis une réputation de tourisme sexuel féminin,,,,.

## Situation juridique
La vente de services sexuels est légale depuis 1969, à condition que la personne prostituée soit enregistrée, qu'elle soit âgée de plus de 21 ans, qu'elle fasse l'objet d'un contrôle médical régulier et qu'elle puisse présenter un carnet sanitaire à jour à la police sur demande,,,. Les estimations du nombre de personnes prostituées enregistrées varient de 8 à 25 %.
La sollicitation est interdite par l'article 318 du code pénal, et l'implication d'un tiers, comme le proxénétisme et la tenue d'une maison close, est interdite par les articles 323 à 325.
Les prostituées étrangères illégales sont susceptibles d'être arrêtées, tout comme les proxénètes et les prostituées mineures. La prostitution des mineurs fait généralement appel à des proxénètes adultes. La peine maximale pour le recrutement d'un mineur à des fins de prostitution est de cinq ans d'emprisonnement et d'une amende de 4 millions de francs CFA (environ 7 600 dollars américains), mais la loi n'est généralement pas appliquée efficacement.

## Problèmes de santé
La réglementation de la prostitution a été promulguée en 1969 pour tenter de contrôler la propagation des IST par des contrôles médicaux réguliers et des traitements. La police surveille les travailleuses du sexe pour s'assurer qu'elles se soumettent à des contrôles de santé réguliers. Bien que la loi exige deux examens par mois, les cliniques ne peuvent pas faire face et cela a été réduit à un par mois. Toute travailleuse du sexe dont le test de dépistage d'une infection est positif voit son carnet sanitaire suspendu jusqu'à ce qu'elle soit traitée.
En 1993, l'association des travailleuses du sexe sénégalaises Association pour les femmes à risque du SIDA (AWA) a été créée à partir d'un programme de prévention du SIDA à l'école polytechnique de Dakar. AWA fournit un soutien et des conseils aux professionnel(le)s du sexe, y compris dans les cliniques, et distribue des préservatifs.
L'ONUSIDA a signalé une prévalence du VIH de 6,6 %  et 9,7 % d'infections par la syphilis chez les professionnel(le)s du sexe en 2016.

## Trafic sexuel
Le Sénégal est un pays d'origine, de transit et de destination pour les femmes et les enfants victimes de trafic sexuel. Les garçons et les filles sénégalais sont également victimes de trafic sexuel. La traite interne est plus répandue que la traite transnationale. Les rapports indiquent que la plupart des victimes sénégalaises du trafic sexuel sont exploitées au Sénégal, en particulier dans la région aurifère du sud-est de Kédougou. Les femmes et les filles Afrique de l'Ouest sont victimes de trafic sexuel au Sénégal, y compris pour le tourisme sexuel impliquant des enfants pour les touristes sexuels de France, de Belgique et d'Allemagne, entre autres pays.
Selon certaines informations, l'entrée de prostituées étrangères dans le pays est organisée de manière professionnelle. En 2016, les juges ont condamné quatre trafiquants sexuels en vertu de la loi sur le proxénétisme, acquitté un trafiquant sexuel présumé et condamné un cinquième trafiquant pour un type d'exploitation inconnu. Les peines en cas de condamnation allaient de deux à trois ans d'emprisonnement et d'amendes.
Le Bureau de surveillance et de lutte contre la traite des personnes du département d'État des États-Unis classe le Sénégal parmi les pays de la « liste de surveillance de niveau 2 ».